# 742
| Calendário gregoriano                                                        | 742 DCCXLII                     |
| Ab urbe condita                                                              | 1495                            |
| Calendário arménio                                                           | 191 – 192                       |
| Calendário bahá'í                                                            | -1102 – -1101                   |
| Calendário budista                                                           | 1286                            |
| Calendário chinês                                                            | 3438 – 3439                     |
| Calendário copta                                                             | 458 – 459                       |
| Calendário etíope                                                            | 734 – 735                       |
| Calendários hindus - Vikram Samvat - Calendário nacional indiano - Cáli Iuga | 797 – 798 663 – 664 3842 – 3843 |
| Calendário Holoceno                                                          | 10742                           |
| Calendário islâmico                                                          | 124 – 125                       |
| Calendário judaico                                                           | 4502 – 4503                     |
| Calendário persa                                                             | 120 – 121                       |
| Calendário rúnico                                                            | 992                             |
| Calendário solar tailandês                                                   | 1285                            |

742 (DCCXLII na numeração romana) foi um ano comum do século VIII do Calendário Juliano, da Era de Cristo, a sua letra dominical foi G (52 semanas), teve início a uma segunda-feira e terminou também a uma segunda-feira.
| Ano completo                         |
| ------------------------------------ |
| Ano comum com início à segunda-feira |